# Anne-Marie Koeppen
Anne-Marie Gertrud Emilie Magdalene Koeppen (* 18. Juli 1899 in Bergswalde, Kreis Kulm; † 28. September 1940 in Berlin) war eine deutsche Schriftstellerin und NS-Funktionärin.

## Leben
Anne-Marie Koeppen wurde am 18. Juli 1899 im Kulmer Gutsbezirk Bergswalde (Zalesie) geboren, der heute zu der Gmina Stolno gehört. Ihre Eltern waren der Rittergutsbesitzer Eugen Koeppen und Katharina Koeppen geb. Baasner. Sie war in erster Linie Erzählerin, schrieb allerdings auch ein Schauspiel und Lyrik, sowohl hochdeutsch als auch im Dialekt. Im Zusammenhang mit den Deutschen Christen fand ihr Kirchenlied Herr, der du alle Ähren reifen läßt Verwendung.
Koeppen war zum 1. Juni 1928 der NSDAP beigetreten (Mitgliedsnummer 90.277), sie arbeitete in der Reichsnährstand-Behörde, wo sie Chefredakteurin der Zeitschrift Die deutsche Landfrau war. Zudem schrieb sie Beiträge für die parteiamtliche Frauenzeitschrift NS-Frauen-Warte und Odal : Monatsschrift für Blut und Boden.
Die "gottgläubige" Hauptschriftleiterin Anne-Marie Koeppen wurde am 28. September 1940 tot in ihrem Haus an der Krottnaurerstraße 22a  in Berlin-Nikolassee aufgefunden. Sie hatte mittels Gas Suizid begangen.
Nach Ende des Zweiten Weltkrieges wurde Koeppen in der Sowjetischen Besatzungszone auf die Liste jener Autoren gesetzt, „deren gesamte Produktion endgültig zu entfernen ist“.

## Publikationen (Auswahl)
- 1933: Feuer über Deutschland, Schauspiel
- 1933: Wir trugen die Fahnen, Gedichte
- 1934: Michael Gnade, die Geschichte eines deutschen Hauses, Roman
- 1936: Das Erbe der Wallmodens, Roman
- 1937: Das Treuegelöbnis, Erzählung
- 1938: Im Kranichwinkel, Roman
- 1944: Ursula Bennecker, Roman über die Zeit der Hexenverfolgung

### Als Herausgeberin
- 1937: Das deutsche Landfrauenbuch, mit einem Vorwort von Walther Darré